# Омурано
Омурано (Humurana, Mayna, Numurana, Omurano, Roamaina, Umurano) — мёртвый неклассифицированный индейский язык, на котором раньше говорили индейцы майна. Согласно 17 изданию справочника Ethnologue, язык вымер в 1958 году, но в 2011 году были обнаружены люди, которые знали около 20 слов на омурано; они утверждали, что есть люди, говорящие на нём.
Товар (1961) отнёс омурано к языку тауширо (и позже тауширо и кандоши); Кауфман (1994) нашёл разумные ссылки, и в 2007 году классифицировал омурано и тауширо (но не кандоши) как сапаро-яванские языки.